# Elizabeth Currid-Halkett

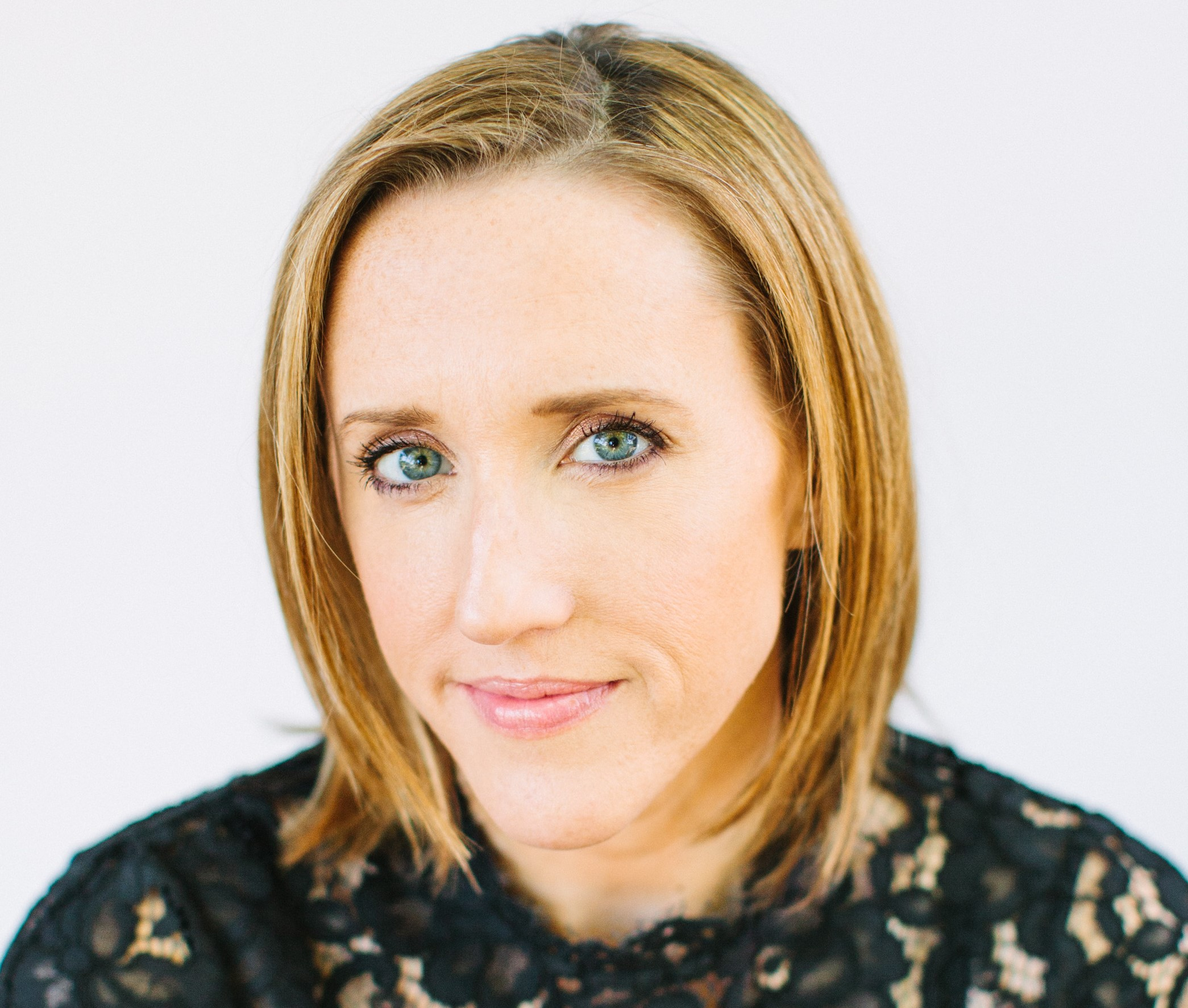
Elizabeth Currid-Halkett

Elizabeth Currid-Halkett (geboren 9. April 1978) ist eine US-amerikanische Sozialforscherin.

## Leben
Elizabeth Currid studierte an der Carnegie Mellon University und erhielt 2002  einen Masterabschluss in Public Policy and Management, sie wurde 2006 in Stadtplanung an der Columbia University promoviert. Currid-Halkett forscht zur Ökonomie und Soziologie von Kunst, Kultur und Konsum in der gegenwärtigen amerikanischen Gesellschaft.
Currid-Halkett ist Associate Professor an der Sol Price School of Public Policy der University of Southern California in Los Angeles und hat den James Irvine Chair in Urban and Regional Planning inne. Sie publiziert im Journal of Economic Geography, Economic Development Quarterly, Journal of the American Planning Association und in den Annals of the American Association of Geographers sowie in der New York Times und im Harvard Business Review. Ihre Forschung zur Aspirational Class hat eine Reminiszenz an den Klassiker der amerikanischen Soziologie Thorstein Veblen und dessen The Theory of the Leisure Class.

## Schriften (Auswahl)
- The Warhol Economy: How Fashion, Art and Music Drive New York City. Princeton, NJ : Princeton University Press, 2007
- Starstruck: The Business of Celebrity. New York, NY: Faber & Faber, 2010
- mit Sarah Williams: The Emergence of Los Angeles as a Fashion Hub: A Comparative Spatial Analysis of the New York and Los Angeles Fashion Industries. In: Urban Studies, 2011, S. 3043–3066
- The Sum of Small Things: A Theory of the Aspirational Class. Princeton: Princeton University Press, 2017